# Final da Copa Libertadores da América de 2017
A final da Copa Libertadores da América de 2017, denominada como Final 2017: La Gloria Eterna, foi disputada em dois jogos que decidiram o campeão da edição de 2017, a 58ª edição da Copa Libertadores da América, o principal torneio de futebol internacional da América do Sul organizado pela Confederação Sul-Americana de Futebol. As partidas foram disputados em formato de ida e volta entre o Grêmio, do Brasil, e o Lanús, da Argentina. 
O primeiro jogo, na Arena do Grêmio em Porto Alegre, foi disputado no dia 22 de novembro, onde a equipe do Grêmio saiu vitoriosa pelo placar de 1–0, com gol de Cícero aos 82 minutos. O primeiro jogo foi marcado por reclamações da equipe brasileira sobre a atuação da arbitragem, principalmente na aplicação de cartão amarelo ao jogador Kannemann aos 40 minutos, o que impediu o jogador de disputar o segundo jogo, e no momento que o jogador Jael foi empurrado na grande área aos 90+5 minutos, lance que não foi visto nem pelo árbitro de vídeo, instalado na partida.
Na segunda partida, disputada no Estádio Ciudad de Lanús em Lanús, no dia 29 de novembro, a equipe do Grêmio venceu novamente, desta vez pelo placar de 2–1, com gols de Fernandinho, aos 27 minutos, e Luan, aos 41 minutos, para o Grêmio, e Sand, de pênalti aos 71 minutos, para o Lanús. Com o placar agregado de 3–1, a equipe do Grêmio sagrou-se campeã da Copa Libertadores da América de 2017, vencendo pela terceira vez esta competição, ganhando uma vaga para disputar a Copa do Mundo de Clubes da FIFA de 2017, nos Emirados Árabes Unidos, e a Recopa Sul-Americana de 2018, contra o Independiente da Argentina, campeão da Copa Sul-Americana de 2017.
Com o título, o Grêmio igualou as equipes do Santos, São Paulo e Palmeiras como maiores vencedores da competição no Brasil, com três títulos cada. O Grêmio também equiparou o feito do Santos em 1963, ao serem os únicos clubes brasileiros a vencer uma edição da competição em território argentino. O treinador gremista Renato Portaluppi também consagrou-se como o único brasileiro a vencer a competição como jogador e como treinador, após vencer em 1983, quando era atacante da equipe do Grêmio.

## Antecedentes
O Grêmio chegou a sua quinta final de Copa Libertadores, tendo vencido por duas vezes em 1983, contra o Peñarol e em 1995, contra o Atlético Nacional, ficando na segunda colocação em duas oportunidades, em 1984 contra o Independiente e em 2007 contra o Boca Juniors. Nesta edição da competição, ficou na primeira colocação do grupo 8, onde disputou juntamente com Deportes Iquique, Guaraní e Zamora, onde conquistou quatro vitórias, um empate e uma derrota, com quinze gols marcados e seis gols sofridos, acumulando um saldo de nove gols. Na fase final, após sorteio, enfrentou o Godoy Cruz nas oitavas de final, vencendo no jogo de ida por 1–0 e no jogo de volta por 2–1, classificando-se para as quartas de final com um placar agregado de 3–1. Nas quartas de final, em confronto brasileiro, enfrentou o Botafogo, onde no jogo de ida empatou pelo placar de 0–0 e venceu o jogo da volta por 1–0, classificando-se para as semifinais. Jogou com o Barcelona de Guayaquil pela semifinal, onde venceu o jogo de ida pelo placar de 3–0, mas perdeu o jogo de volta por 0–1, mesmo assim classificou-se para a final com um placar agregado de 3–1.

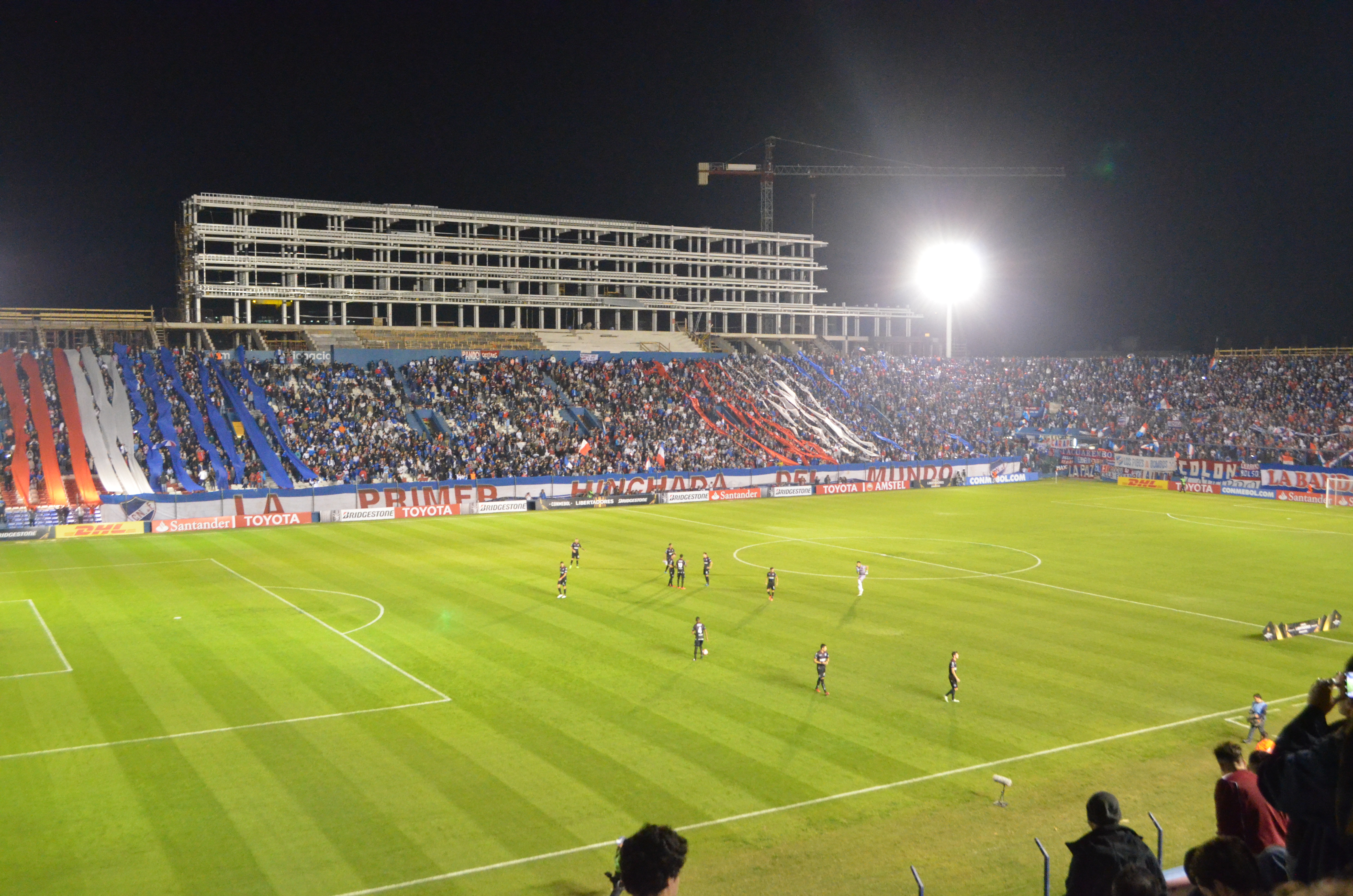
Partida entre e Lanús, válida pela fase de grupos.

O Lanús disputou a sua primeira final da Copa Libertadores, e sua quarta final continental, após sagrar-se campeão da Copa Sul-Americana de 2013, com vitória sobre a Ponte Preta e da Copa Conmebol de 1996, sobre o Santa Fe, além de ficar na segunda colocação da Copa Conmebol de 1997, quando perdeu para o Atlético Mineiro. Nesta edição da competição, ficou na primeira colocação do grupo 7, onde disputou juntamente com Chapecoense, Nacional e Zulia, onde conquistou quatro vitórias, um empate e uma derrota, com treze gols marcados e três gols sofridos, acumulando um saldo de dez gols. Na fase final, após sorteio, enfrentou o The Strongest nas oitavas de final, empatando no jogo de ida por 1–1 e vencendo o jogo de volta por 1–0, classificando-se para as quartas de final com um placar agregado de 2–1. Nas quartas de final, em confronto argentino, enfrentou o San Lorenzo, sendo derrotado no primeiro jogo por 0–2, mas vencendo o jogo da volta por 2–0, vencendo novamente na disputa por pênaltis pelo placar de 4–3, classificando-se para as semifinais. Jogou com o River Plate em novo confronto argentino pela semifinal, sendo derrotado novamente no jogo de ida pelo placar de 1–0, mas vencendo o jogo de volta por 4–2, classificando-se para a final com um placar agregado de 4–3.

### Caminhos até à final
| Pos. | Equipe           | Pts | J | V | E | D | GP | GC | SG  |
| ---- | ---------------- | --- | - | - | - | - | -- | -- | --- |
| 1    | Grêmio           | 13  | 6 | 4 | 1 | 1 | 15 | 6  | +9  |
| 2    | Guaraní          | 11  | 6 | 3 | 2 | 1 | 9  | 7  | +2  |
| 3    | Deportes Iquique | 10  | 6 | 3 | 1 | 2 | 12 | 9  | +3  |
| 4    | Zamora           | 0   | 6 | 0 | 0 | 6 | 6  | 20 | –14 |

| Pos. | Equipe      | Pts | J | V | E | D | GP | GC | SG  |
| ---- | ----------- | --- | - | - | - | - | -- | -- | --- |
| 1    | Lanús       | 13  | 6 | 4 | 1 | 1 | 13 | 3  | +10 |
| 2    | Nacional    | 8   | 6 | 2 | 2 | 2 | 5  | 3  | +2  |
| 3    | Chapecoense | 7   | 6 | 2 | 1 | 3 | 6  | 12 | –6  |
| 4    | Zulia       | 5   | 6 | 1 | 2 | 3 | 4  | 10 | –6  |

Legenda: (C) casa; (F) fora
Nota
- a. ^ Foi atribuída a vitória por 3–0 ao Lanús devido ao uso de jogador irregular pela Chapecoense. Originalmente a partida terminou em 2–1 para o time brasileiro.[17]

## Partidas

### Primeiro jogo
| 22 de novembro | Grêmio     | 1 – 0     | Lanús | Arena do Grêmio, Porto Alegre                                      |
| 21:45 (UTC−2)  | Cícero 82' | Relatório |       | Público: 55 188 Renda: R$ 6.526.427,00 Árbitro: CHI Julio Bascuñán |

| Grêmio | Lanús |

| G                 | 1  | Marcelo Grohe    |     |     |
| LD                | 2  | Edílson          |     |     |
| Z                 | 3  | Pedro Geromel    |     |     |
| Z                 | 4  | Walter Kannemann | 40' |     |
| LE                | 12 | Bruno Cortez     |     |     |
| M                 | 25 | Jailson          | 43' | 71' |
| M                 | 29 | Arthur           |     |     |
| M                 | 17 | Ramiro           |     |     |
| M                 | 7  | Luan             |     |     |
| M                 | 21 | Fernandinho      |     | 56' |
| A                 | 18 | Lucas Barrios    |     | 73' |
| Substituições:    |    |                  |     |     |
| G                 | 24 | Paulo Victor     |     |     |
| LD                | 16 | Léo Moura        |     |     |
| Z                 | 22 | Bressan          |     |     |
| M                 | 5  | Michel           |     |     |
| M                 | 27 | Cícero           | 73' | 71' |
| A                 | 9  | Jael             |     | 73' |
| A                 | 11 | Éverton          |     | 56' |
| Treinador:        |    |                  |     |     |
| Renato Portaluppi |    |                  |     |     |

| G              | 28 | Esteban Andrada         |       |     |
| LD             | 4  | José Luis Gómez         |       |     |
| Z              | 23 | Rolando García Guerreño | 40'   |     |
| Z              | 6  | Diego Braghieri         | 90+4' |     |
| LE             | 3  | Maximiliano Velázquez   | 75'   | 78' |
| M              | 10 | Román Martínez          |       |     |
| M              | 30 | Iván Marcone            |       |     |
| M              | 21 | Nicolás Pasquini        |       |     |
| A              | 16 | Alejandro Silva         |       |     |
| A              | 9  | José Sand               |       |     |
| A              | 7  | Lautaro Acosta          | 23'   |     |
| Substituições: |    |                         |       |     |
| G              | 1  | Fernando Monetti        |       |     |
| Z              | 2  | Marcelo Herrera         |       |     |
| Z              | 22 | Santiago Zurbriggen     |       |     |
| M              | 19 | Nicolás Aguirre         |       | 78' |
| M              | 24 | Leandro Maciel          |       |     |
| A              | 17 | Germán Denis            |       |     |
| A              | 25 | Marcelino Moreno        |       |     |
| Treinador:     |    |                         |       |     |
| Jorge Almirón  |    |                         |       |     |

| Árbitro assistente: Carlos Astroza Christian Schiemann Quarto Árbitro: Diego Haro Vídeo Árbitro: Jesús Valenzuela Árbitro assistente de Vídeo: Roddy Zambrano Vídeo Árbitro 2: Christian Lescano |

### Estatísticas
| Geral                | Grêmio | Lanús |
| -------------------- | ------ | ----- |
| Gols marcados        | 1      | 0     |
| Gols contra marcados | 0      | 0     |
| Finalizações totais  | 11     | 2     |
| Finalizações no gol  | 3      | 2     |
| Posse de bola        | 55%    | 45%   |
| Escanteios           | 7      | 4     |
| Faltas cometidas     | 19     | 15    |
| Impedimentos         | 1      | 1     |
| Defesas              | 2      | 2     |
| Cartões amarelos     | 3      | 4     |
| Cartões vermelhos    | 0      | 0     |

### Segundo jogo
| 29 de novembro | Lanús          | 1 – 2     | Grêmio                     | Estádio Ciudad de Lanús, Lanús               |
| 20:45 (UTC−3)  | Sand 71' (pen) | Relatório | Fernandinho 27' · Luan 41' | Público: 45 000 Árbitro: PAR Enrique Cáceres |

| Lanús | Grêmio |

| G              | 28 | Esteban Andrada         |     |     |
| LD             | 4  | José Luis Gómez         |     |     |
| Z              | 2  | Marcelo Herrera         |     | 65' |
| Z              | 23 | Rolando García Guerreño | 5'  |     |
| LE             | 3  | Maximiliano Velázquez   | 20' | 87' |
| M              | 10 | Román Martínez          |     |     |
| M              | 30 | Iván Marcone            |     |     |
| M              | 21 | Nicolás Pasquini        |     |     |
| A              | 16 | Alejandro Silva         | 70' | 77' |
| A              | 9  | José Sand               |     |     |
| A              | 7  | Lautaro Acosta          |     |     |
| Substituições: |    |                         |     |     |
| G              | 1  | Fernando Monetti        |     |     |
| Z              | 22 | Santiago Zurbriggen     |     |     |
| M              | 14 | Matías Rojas            |     | 77' |
| M              | 19 | Nicolás Aguirre         |     |     |
| M              | 24 | Leandro Maciel          |     |     |
| A              | 17 | Germán Denis            |     | 87' |
| A              | 25 | Marcelino Moreno        |     | 65' |
| Treinador:     |    |                         |     |     |
| Jorge Almirón  |    |                         |     |     |

| G                 | 1  | Marcelo Grohe | 90+1'    |     |
| LD                | 2  | Edílson       | 25'      |     |
| Z                 | 3  | Pedro Geromel |          |     |
| Z                 | 22 | Bressan       |          | 81' |
| LE                | 12 | Bruno Cortez  | 70'      |     |
| M                 | 25 | Jailson       | 70'      |     |
| M                 | 29 | Arthur        |          | 51' |
| M                 | 17 | Ramiro        | 82', 82' |     |
| M                 | 7  | Luan          |          |     |
| M                 | 21 | Fernandinho   |          |     |
| A                 | 18 | Lucas Barrios |          | 75' |
| Substituições:    |    |               |          |     |
| G                 | 24 | Paulo Victor  |          |     |
| Z                 | 15 | Rafael Thyere |          | 81' |
| LD                | 16 | Léo Moura     |          |     |
| M                 | 5  | Michel        |          | 51' |
| M                 | 27 | Cícero        |          | 75' |
| A                 | 9  | Jael          |          |     |
| A                 | 11 | Éverton       |          |     |
| Treinador:        |    |               |          |     |
| Renato Portaluppi |    |               |          |     |

| Árbitro assistente: Eduardo Cardozo Juan Zorrilla Quarto Árbitro: Éber Aquino Vídeo Árbitro: Mario Díaz de Vivar Árbitro assistente de Vídeo: Víctor Carrillo Vídeo Árbitro 2: Milcíades Saldívar |

### Estatísticas
| Geral                | Lanús | Grêmio |
| -------------------- | ----- | ------ |
| Gols marcados        | 1     | 2      |
| Gols contra marcados | 0     | 0      |
| Finalizações totais  | 12    | 14     |
| Finalizações no gol  | 3     | 3      |
| Posse de bola        | 66%   | 34%    |
| Escanteios           | 5     | 0      |
| Faltas cometidas     | 17    | 17     |
| Impedimentos         | 0     | 4      |
| Defesas              | 1     | 2      |
| Cartões amarelos     | 3     | 5      |
| Cartões vermelhos    | 0     | 1      |